# Psammophylax rhombeatus
Psammophylax rhombeatus — вид змій родини піщаних змій (Psammophiidae). Мешкає в Південній Африці.

## Поширення і екологія
Psammophylax rhombeatus мешкають в ПАР, Лесото, Есватіні і Намібії. Вони живуть в саванах, на луках, на узліссях, в чагарниках фінбошу та в пустелях, ховаються серед каміння і скель та в старих термітниках. Зустрічаються на висоті до 2300 м над рівнем моря. Живляться дрібними ссавцями, птахами і плазунами. Відкладають яйця.